# Okinawayusurika yakyfegeus
Okinawayusurika yakyfegeus är en tvåvingeart som beskrevs av Sasa och Suzuki 2000. Okinawayusurika yakyfegeus ingår i släktet Okinawayusurika och familjen fjädermyggor. Inga underarter finns listade i Catalogue of Life.